# ستراتفورد (محطة مترو أنفاق لندن)
ستراتفورد (بالإنجليزية: Stratford)‏ هي إحدى محطات مترو أنفاق لندن. تقع على خط سينترال وجوبيلي وقطار دوكلاندز الخفيف (فرع ستراتفورد) أفتتحت في المنطقة (Zone) رقم 3 أفتتحت في 1839، 4 ديسمبر 1946، 31 أغسطس 1987.